# 不動ジュン
不動 ジュン（ふどう ジュン）は、永井豪作・原作の漫画およびテレビアニメ『デビルマンレディー』に登場する架空の人物。アニメ版の声優は岩男潤子。
漫画版とアニメ版で、その設定は大きく異なる。

## 漫画版
活発な性格で、高校の体育教師をしているが、元は優秀な水泳選手だった。水泳部の合宿中、アスカ蘭の策略によりデビルマンレディーとして覚醒し、生徒たちが変身したデビルビーストを倒す。その後、自らの戦いたいという欲求と、身近な誰かを守りたいという目的のため、ビーストと戦いを展開した。中盤以降は戦いを重視するために学校を退職した。アニメ版ほど自分の変化に思い悩むことはなく、早期に自分の変化を受け入れ、戦い続ける。しかしジュンの正体は、地獄から脱出し転生した飛鳥了（サタン）の女の部分であり、サタンの男の部分であるアスカと融合し、完全なサタンとなった。最後はデビルマンやデビルマンライガーらデーモン軍団を率いて、ミカエルの軍団との戦いを開始した。
弟がいる。

### 漫画版のデビルマンレディー
不動ジュンが人の心を持ったままビーストとして変身した姿、体も1～2周り大きくなり筋肉質化。体の一部が体毛に覆われる。戦闘能力は極めて高く、設定上はデビルマンと同等の能力を持っている。爪を使った引っ掻きを始め、肉弾戦を得意としている。
ただし、飛行能力はなくデビルイヤーをバタつかせて滞空時間を伸ばすか滑空する程度である。デビルマンにないレディー独自の能力として自在に動くニードル状の尻尾、踵のヒールクロウがある。

装備はH・A(ヒューマン・アライアンス)が作った戦闘服と銃。戦闘服は伸縮性が高い生地とアーマー部分が展開するためジュンの姿でもレディーに変身して巨大化しても破れることはない。弾丸にはビースト化した人間の進行を抑え、理性を取り戻すB・B酵素が入っている。

地獄編以降は地獄で想念を現実化することを覚えてパワーアップ。外見上の変化はきっちり整っていた前髪がジュンのときと同じようにバラけるようになって、体も以前よりさらに巨大化できるようになった。デビルマンと同様にデビルウィングを出し飛行も可能になり「気」を利用した光線技なども使用可能になった。

反面、大使館での輪姦は現実世界であるため大使館がヴラヴァ神の干渉により存在そのものが消滅してもはっきり記憶していて、地獄での磔・ヴラヴァ軍団による輪姦といった忌まわしい記憶は記憶は薄れかけてるが潜在意識には残っていて、そのレイプへのトラウマは弱点になり、以前よりパワーアップしたにもかかわらず格下のデビルビーストに組み伏せられ、犯されるということが度々起こるようになった。

覚醒した原因は、ジュン自体がサタンの一部であった(サタンもイマジネーションにより無から有を生み出す能力を持っていた)ためである。

## アニメ版
ファッションモデルをしている22歳の女性。実家は仙台で、短大卒業後、モデルになるために上京した。物語開始時は都心のマンションで一人暮らしをしていたが、後に滝浦和美が押しかけてきて同居することになる。「デビルマン」として覚醒後、HAではビーストを駆る“ハンター（エグゼクター）”として扱われ、HA関係者からはコードネーム「ハンターJ」と呼ばれる。なお、ベイツのみが唯一、何度かだけ「デビルマンレディー」や「レディー」の呼称を用いた。
ある夜、突然自宅に現れたアスカ蘭により連れ出された倉庫で、狼型ビースト・ウルヴァーに襲われ、命の危機に追い込まれた影響により「デビルマン」として覚醒する。翌朝、それが悪夢ではなく現実だと自覚した際には、衝動的に自殺を試みるも踏み切れず、その後は表面上はさほど変わらぬモデルとしての日常に戻りつつ、アスカの呼び出しに応じてはハンターとしてビーストを狩る二重生活を送ることとなる。
元来の陰気な性格も相まって、不条理な運命への絶望、先の見えぬ凄惨な戦いに対する葛藤と虚無感、そして獣の欲望への自己嫌悪に絶えず苦しむ。物語中盤では、和美の存在や前田の励ましもあってか「たとえ世界に居場所がなくとも“人”として生き続けたい」との前向きな思いも持っていることを吐露している。その後徐々に、しかし確実に狂い行く世界と自分自身への苦悩はむしろ日増しに深刻となり、情勢悪化とともに本人の精神もまた追い詰められていく。それは、和美との間に起こる束の間の幸福と最悪の悲劇により決定的となってしまう。
物語終盤では、楽園にてアスカに犯され、インフェルノに堕とされる。一時は絶望し、状況を受け入れようとするも、同じくインフェルノに堕ちていたかつての敵、そして和美との邂逅によって、アスカを討つことを決意する。死んでいった全てのビーストやデビルマンの力と怨念、そして和美の愛をその身に凝集させ復活、インフェルノを脱する。そして“悪魔”として地上に再臨し、“神の子”アスカと対峙する。終始不利な戦いとなるが、両翼、両腕を失いながらも逆転勝利する。そして月日が流れ、復旧し以前の活気を取り戻した街に、和美に似た少女や、尻尾が生えた子供たちが元気に駆けていくのを静かに見送りながら、ジュンは一人孤独に歩き、人知れず雑踏の中へ消えて行く。
なお、漫画版『デビルマン』の不動明とは、人間やその他の存在（ビースト／デーモン／神々）との関係や、辿る運命が対になっている。
また、「デビルマン」の名を冠する様々な作品の中で、いわゆる“人間”とそれ以外の勢力（デビルマン、デーモン、あるいはデビルビースト）の両方を救うことができた、唯一のデビルマンである。

### 性格
その華やかな美貌とは対照的に、性格は内向的かつ陰気。趣味や特技は一切描かれていないが、外国人のモデルの友人が複数いて時々バーで飲んでいるらしく、程度は不明だが、酒を飲んだり英会話ができるようである。一方で、前田や湯浅、ベイツといった男性はもちろん、黒崎あおいや紺野ひとみ、千代子、そして和美やアスカといった同性をも無意識のうちに魅了するなど、ある種“魔性の女”的な性質を持つ。
覚醒後は、表面的には大きな変化はないが、まれに強い劣情に支配され、ナンパについていく、キスや淫らな接触で相手を誘惑する、幻覚にも近いほどの性的妄想に我を忘れる、など普段の彼女からは想像し難い行動をとるようになってしまう。大抵はすぐに我に返り、強烈な自己嫌悪を味わうものの、欲望を抑えきれないことへの自覚や、置かれている状況そのものへの諦観からか、開き直ったかのように冷静に振る舞うことも多い。しかし、破壊衝動や戦いへの苦悩もまた日増しに深刻になるにつれ、その精神状態は加速的に悪化することとなる。
そんな彼女を辛うじて支えているのは、親しい人々の存在もそうだが「人間として生きたい」という思いも大きい。

### 職業
作中における人気女性ファッション雑誌『KiKi』をはじめ、その他雑誌、広告、テレビCMなど幅広く活躍している売れっ子モデルである。22歳にして都心にあるマンションの高層階、1LDK以上の部屋に一人で暮らしていることからも、その仕事と収入が充実していることが窺える。また、黒崎あおいの発言から、高校生の時には既にモデルを志していたようである。にもかかわらず、仕事に強い虚無感を抱いており、和美との同居以前は、さして興味のない深夜のテニス中継を観ながら夜更かしをしたり、冷蔵庫がほぼ空で食事に気を使っていない様子であるなど、コンディション維持のための自己管理ができていない様子であった。加えて、精神的に特に不安定であった時期には、仕事に対し卑屈かつ無責任な発言をして、和美に苦言を呈されている。そして物語後半には、自身の情緒不安定と戦いの激化から、湯浅に引退を申し出るに至った。しかしさすがに、最後の仕事を終えた際には、その仕事が出来た喜びと感謝を口にしている。

### 身体的特徴
モデルという職業にふさわしい美貌の持ち主である。ダークブラウン、ロングストレートの美しい髪と、長身かつグラマラスなスタイルが特徴。また、眼を称賛されることが多い。その魅力は他のモデルと比べても特段のようで、モデルを見慣れているはずの写真家や撮影スタッフ、モデル仲間の男性からも声をかけられたり絶賛されるなどしている。反面、本人曰く元々体が弱い方で、小学生のころはしばしば保健室で休んでいたという。また、初めての上京の際も駅で貧血を起こし、自分に呆れたと語っている。高校時代にも、水泳をする黒崎あおいを応援中にやはり貧血で倒れ、彼女に介抱されている。ところがデビルマンとなってからは一転、変身していない状態であっても高い生命力と身体能力を有するようになり、胴体を貫かれる重傷を負っても数分もすれば完全に回復し、戦いの最中に負った傷も戦っている間に治ってしまう。さらに、本人の苦悩とは裏腹に、顔色や髪質が良くなったり妖艶さが増すなどし、皮肉にもオーディションでの採用率はそれまで以上に高まった。

### 人間関係
人間関係は希薄で、親しい者は少ない。
アスカ蘭
アスカに対しては、その振るまいにしばしば反発したり睨み返すなど、決して従順なだけではないが、ジュンが「あの人の声にはなぜか逆らえない」と語る通り、反発しつつも結局ほぼ全ての命令に従っており、ジュン自身自覚できない複雑な感情を抱いていることを窺わせる。ジュンが拘禁され、獣としての欲望から暴走した際には、アスカに抱かれることで、それを鎮めている。また物語後半では、アスカの真の目的を知り、彼女を「敵」と呼ぶも、その後、ジュンの心がアスカへの執着に満ちていることを千代子に指摘されている。
物語終盤、楽園にてアスカにその想いと秘めたる欲望を告白され、求められた際には、怒りとも悲しみとも悦びともつかぬ嗚咽と涙とともに、拒絶の言葉を口にしつつも実際にはほぼ無抵抗のまま、その身体を受け入れてしまう。最終的には、自身の手でアスカを葬り去るも「アスカも私も自分自身を愛せずにいた」ことを悟った。
滝浦和美
和美に対しては元々姉のように接していたが、デビルマンとして覚醒後は、真実を隠さねばならぬこと、そして戦いに巻き込みたくないとの思いから、その関係に苦悩し、互いの想いとは裏腹に徐々にすれ違ってしまう。しかし、同居や別離を経て強い愛を抱くようになり、何物にも代えられない、かけがえのない存在となる。それはしばしば大きな弱みになりつつも、同時に最大の心の拠り所となった。物語後半、和美の覚醒によりサトルの罠から2人で生還した際には、互いに一糸纏わぬ姿で抱きあいその想いを伝えあっており、互いの感情が親友や家族に対するそれとはまた違ったものとなったことを窺わせた。
なお、サトルやアスカは、ジュンを「淫らな女」だとして、彼女が和美を“ペット”として肉欲を満たすため自身の側に置いているかのような発言をしているが、それが単に2人が仲が良いからなのか、それともジュン、あるいは和美の深層の欲望を読み取っての発言なのかについては明確には描かれていない。
ジェイソン・ベイツ
当初からジュンへの興味を表明していたベイツに対しては、その発言や誘惑にたびたび動揺させられたり、同じデビルマンとしての仲間意識は多少はあったようであるが、価値観の相違があまりに大きく、最後まで愛情が生まれることはなかった。人間体としての彼に最後に会った際には、和美を失った直後で憔悴しきっていたとはいえ、ほとんど相手にすらしなかった。
湯浅辰也、前田清
湯浅や前田からの好意には気づいていたようであるが、それに対し積極的に応えることはなかった。反面、妻と電話する湯浅を見て嫉妬し、拗ねるような仕草を見せたこともある。
また、当初からジュンに暖かく接してきた前田は、戦いの場において唯一心穏やかに接することのできた人物でもある。
家族
家族の中では祖父を一際慕っていたようで、回想やジュンが家へ帰る幻の中で登場している。また、祖母とは実際に電話で会話をする場面がある。一方で、両親についてはジュンの独白の中で語られるのみであり、曰く彼女がモデルになる以前に上京を希望する旨を両親に相談したところ反対しなかったが、ジュンはその理由を「モデルになどなれるわけがなく、生活に馴染めずすぐに戻ってくるだろうと思われていたから」と語っており、その関係が決して良好ではないことが示唆されている。ジュンが自身の苦境を具体的に家族に相談しようとする様子も劇中最後までなく、精神的、状況的にかなり悪化し追い詰められてから初めて思い付いたように実家に帰ろうとするなど、家族との間にはかなりの距離があるようである。

### アニメ版のデビルマンレディー
不動ジュンが人の心を持ったままビースト化した姿。身長は2.2～3mほどとされるが、身長175cmのアスカとそれほど変わらない時もあるなど、その精神状態や変身の度合いによって変化するものと思われる。作中の全デビルマンの中でも最強の存在である。飛行能力も高く、軍用ヘリでも追跡不可能、さらにはジェット戦闘機とすら同等のスピードで飛行する場面もある。通常の第1形態からギガイフェクトを起こすことで第2形態ギガレディーに変身することが可能である。当初は変身すると闘争本能に支配されていたが、幾度かの戦いを経験後、変身前とほぼ同様に感情をコントロールすることができるようになった。反面、そのことで戦いの最中でもたびたび迷いが生じ、思わぬ苦戦を強いられる要因ともなった。
ギガレディー
ギガイフェクトを起こし、10m以上に巨大化したデビルマンレディー。体色は青緑色、眼球は黄色で発光する。言葉はほとんど発しなくなり、性格はより冷徹となる。戦闘能力は第1形態とは比べものにならないほどに向上しており、その高い戦闘能力は、設定上はアニメ版のデビルマンすらも大きく上回っているとされる。第1形態で使用する必殺技も破壊力が高くなっている。
なお、アスカとの最終決戦の際には、初めて黒目が出現した。

#### 必殺技
技の名称は講談社『デビルマンレディー アニメーションメモワール』内の記述に基づく。
デビルカッター
アニメ版『デビルマン』の同名の技とは大きく異なり、腕や翼、頭部の翼状の部分を硬化、あるいはエネルギーを帯びさせ相手を切り裂く技。威力は高く、ビーストを一撃で倒したり、飛行中の戦闘機を簡単に切り裂いている。また最終話においては、満身創痍の中この技を使用し、アスカの胴体を真っ二つに切断、戦いを決着させた。
デビルビーム
アニメ版『デビルマン』の「デビルアロー」に似た、強力な高圧電流で敵を倒すレディーの必殺技（なお、同作の『デビルビーム』には、むしろ後述の『ギガデイン』が近い）。破壊力は高くあらゆるビーストを倒している。第1形態でも第2形態でも使用可能で、レディーが最も多く使用した技でもある。
なお、使用する際の人差し指を天に向けるポーズは、グレートマジンガーの必殺技「サンダーブレーク」のオマージュである。
ギガデイン
ギガレディーが全身からエネルギーを放射する技。ギガレディー形態でのみ使用可能な技で、必殺技の中でも最も高い破壊力を持ち、ゼノンをギガベイツもろとも消滅させている。しかし、アスカとの最終決戦では使用されることはなかった。

### 逸話
本役を演じた岩男潤子は、デビルマンレディー、ギガレディーについても、ほとんどのシーンでエフェクトなしで声を当てている。そのため、自宅で低く唸るような発声の練習をしていたところ、普段の声とあまりに違ったためか、愛犬に吠えられたという。